# Departamentul Florida
Departamentul Florida este un departament din Uruguay. Capitala sa este Florida. Este situat în sudul părții centrale a țării, având departamentul Durazno la nord, departamentele Treinta y Tres și Lavalleja la est, departamentul Canelones la sud și departamentele Flores și San José la vest.

## Istorie
Departamentul Florida a fost fondat la 10 iulie 1856 dintr-o parte din Departamentul San José.
În 1760, primul loc populat pe teritoriul său a fost cetatea Fortín del Pintado, iar în 1809 a fost creat „Vila de San Fernando de la Florida”. În timpul evenimentelor de independență a Uruguayului, a fost instituit un guvern temporar în acest oraș, iar la 25 august 1825, Congresul de la Florida a proclamat cele trei legi fundamentale ale noii țări independente.
1. ↑  „Departamentul Florida”, Gemeinsame Normdatei, accesat în 24 decembrie 2022